# 鄧小宇
鄧小宇（英語：Peter Dunn Siu-Yue，1951年10月31日—），為1960年代香港童星。曾演出多部国际电影懋业和邵氏兄弟电影公司的電影。早年入讀聖公會聖提摩太小學，就讀九龍華仁書院時（1964年起入讀）認識陳冠中，後於1973年畢業於天主教培聖中學中五年級。他在1970年代留學美國，肄業於美國喬治亞州大學（新聞系）及譚普大學（傳理系）。畢業後回港，香港作家，筆名包括「錢瑪莉」、「利冼柳媚」等，號外創辦人之一。2009年6月推出新作《吃羅宋餐的日子》，過往部分作品亦在近年於香港重新出版。
鄧小宇、陳冠中、胡君毅等號外創辦人堪稱千面寫手，擅於一人分多角寫稿，其中鄧小宇以筆名錢瑪莉所寫的專欄《穿Kenzo的女人》 （刊期由1977年至1984年），化作女兒身，從中產女性的角度出發，論盡女強人生活。

## 出版作品介紹

### 《穿Kenzo的女人》
《穿Kenzo的女人》講述錢瑪莉（Mary Chin）與三位女性好友Jan、Mimi和Martha的故事，人物性格生動活潑，對話文白、中英夾雜。內容既反映當時女性的情慾觀，描寫其時香港中產知識分子（尤以女性）的面貌，亦側描時人（中產階層）面對中英主權交接的不安忐忑。當時大多中產女性讀者直言錢瑪莉言盡女人生活、女性心事，《穿Kenzo的女人》因而極受歡迎。

#### 爭議及比較
然而錢瑪莉的愛憎惡怒（Bitchiness）亦惹來部分讀者反感，使之也成為《號外》中最受爭議的專欄之一。
此外，書中的各個人物性格與九十年代美國劇集Sex and the City（页面存档备份，存于）（色慾都市）的四位主角均有不謀而合之處，故有謂之「七十年代的Sex and the City 」。至於鄧小宇本人，亦在新作《吃羅宋餐的日子》－《錢瑪莉的誕生》中一文提到：
「...最近很多朋友都跟我說美國電視片集Sex and the City（《色慾都市》）裡面四個女主角和我當年筆下那四個，無論在心態上、性格上、生活方式上都巧合地極雷同，特別是Carrie/錢瑪莉、Samantha/Jan，Mr Big/鄭祖蔭。我看這部劇集時也驚訝不已，好像劇本是由我編寫的一樣！」（鄧小宇﹐2009﹐《吃羅宋餐的日子》﹐香港：三聯出版社）

##### 錢瑪莉之謎
八十年代博益袋裝書興起，《號外》一眾作者把過往的專欄結集成書，包括《穿Kenzo的女人》 、《穿Kenzo的女人2》（兩書以筆名錢瑪莉出版）、《女人就是女人》 、《偏見與傲慢》（鄧小宇）。鄧小宇一直沒有透露錢瑪莉的真正身份，更有錢瑪莉病逝等謠傳，事實上錢瑪莉為鄧小宇之筆名一事已是公開秘密，近年在一篇明報訪問中鄧小宇亦有作交代。

### 其他著作
與《穿Kenzo的女人》有別，《女人就是女人》 、《偏見與傲慢》屬於非小說類別，兩書收錄鄧小宇於《號外》 所寫的文章，包括論中外電影、談中西文學、評香港(當時)獨有/普及流行文化、憶舊香港情懷、訪問當時名女人、時裝等等，極具時代意義。
鄧小宇其後淡出《號外》 ，間中為該雜誌撰文。

## 家庭
鄧小宇为同志，有兩兄弟，香港作家鄧小宙和香港演員鄧梓峰，其父親鄧廷琮是梅蘭芳的愛好者，鄧小宇三兄弟的名字源自梅派劇目《宇宙鋒》。
其二弟鄧小宙是《故園風雪後》（1987，博益出版）的作者，內容憶及作者就讀哈佛大學時一段患得患失的舊情、青澀歲月，代序由長兄鄧小宇所撰。

## 著作
- 《女人就是女人》（博益出版社）
- 《偏見與傲慢》（博益出版社）
- 《穿Kenzo的女人》（博益出版社）
- 《穿Kenzo的女人2》（博益出版社）
- 《吃羅宋餐的日子》（三聯出版社；2009年6月初版）

## 電影童星
- 海王子（1958年）
- 风雨归舟（1959年）
- 雨過天青（1959年）
- 我們的子女（1959年）
- 蕉風椰雨（1960年）
- 玉樓三鳳（1960年）
- 手鎗（1961年）
- 愛的教育（1961年）
- 南北和（1961年）
- 人之初（1963年）
- 小兒女（1963年）
- 女人与小偷（1963年）
- 為誰辛苦為誰忙（1963年）
- 花木蘭（1964年）
- 第一類型危險（1980年）

## 外部連結
- 香港影庫：鄧小宇（页面存档备份，存于）
- 明報: 懷念錢瑪莉，尋找鄧小宇《穿Kenzo的女人》的誕生[永久]
- 香港電台《人文風景》: 鄧小宇、鄧小宙、鄧小峰3兄弟（页面存档备份，存于）
- 商業電台《有誰共鳴》: 鄧小宇（页面存档备份，存于）
- 鄧小宇的站借問（页面存档备份，存于）